# Carlos Zeballos
Carlos Javier Zeballos Madariaga (Arequipa, 27 de abril de 1977) es un ingeniero civil y político peruano. Es congresista de la república por Puno para el periodo parlamentario 2021-2026.

## Biografía
Nació en la ciudad de Arequipa el 27 de abril de 1977. Empresario y Político, casado, tiene cuatro hijos.
Realizó sus estudios escolares en el Colegio Parroquial Franciscano San Román de la ciudad de Juliaca y en el Colegio Militar Francisco Bolognesi de la ciudad de Arequipa. Estudió la carrera de Ingeniería civil en la Universidad Nacional de San Agustín y tiene un estudio de posgrado en la Universidad Peruana de Ciencias Aplicadas.

## Carrera política
Se inició en la política como candidato a la alcaldía de la Provincia de San Román en 2018 por Acción Popular, donde era militante desde marzo de 2005. Culminando los procesos, Zeballos no resultó elegido.

### Congresista
En las elecciones parlamentarias de 2021, decidió postular al Congreso de la República por la lista de Puno y resultó elegido para el periodo parlamentario 2021-2026.
Ejerció como vocero de la bancada de Acción Popular; sin embargo, terminó renunciando al partido por «por motivos personales» y se integró a la bancada Perú Democrático, liderada por Guillermo Bermejo. Luego, se pasó a la bancada Integridad y Desarrollo, donde postularía a la presidencia del Congreso. Sin embargo, solo obtuvo la minoría de votos. fue parte de la bancada de Podemos Perú, liderada por José Luna Gálvez  renunciando a está "por motivos de conciencia".
En marzo de 2025, Zeballos se une a la bancada Bloque Democrático Popular tras la salida de Isabel Cortez.